# Trichoplusia brevistriata
Trichoplusia brevistriata là một loài bướm đêm trong họ Noctuidae.